# Novaé Lita
Novaé Lita, née Léa Juliette Bocquet le 30 décembre 1996 à Saint-Cyr-l’École (France), est une écrivaine, auteure-compositrice-interprète, peintre et actrice française. Elle est issue d'une mère martiniquaise et d'un père batteur d'ascendance franco-hongroise et ukrainienne. Elle mesure 172 cm selon l’agence Wanted Models.Son travail artistique intègre différents domaines, dont la littérature, la musique, l'image et la performance. Elle a notamment publié un EP intitulé Phantasia. Elle a également été invitée dans des émissions sur France Inter et France Bleu, et ses œuvres visuelles ont été exposées à l'Espace Sylvia Rielle à Paris.

## Biographie
Léa Juliette Bocquet est née le 30 décembre 1996 à Saint-Cyr-l’École, dans les Yvelines. Sa mère est originaire de la Martinique, et son père, batteur, est d'ascendance franco-hongroise et ukrainienne.

## Formation
Novaé Lita a étudié aux Beaux-Arts, où elle a développé une approche multidisciplinaire intégrant l'art visuel, la musique et la performance. Son parcours académique l'a conduite à explorer diverses formes d'expression, notamment la peinture, la sculpture et la photographie.
Elle a particulièrement axé ses recherches sur l'intersection entre l'art traditionnel et les nouvelles formes d'art numérique. Cette formation a été déterminante pour son évolution en tant qu'écrivaine, auteure-compositrice-interprète et artiste visuelle, lui offrant une base solide pour aborder sa carrière artistique de manière intégrée.
Son parcours aux Beaux-Arts a nourri son intérêt pour les recherches expérimentales, lui permettant de combiner art, musique et poésie dans des projets artistiques variés.

## Carrière artistique

### Littérature
Elle publie deux ouvrages disponibles à la Fnac : le recueil de poèmes *Poésie Libre* et le roman Olibrius est une femme.

### Musique
Novaé Lita signe chez le label Labrea, affilié à Wagram Music, et publie plusieurs morceaux et clips, diffusés sur Spotify, YouTube et d'autres plateformes.
En 2022, son EP *Phantasia* est mis en avant par France Bleu. Le clip *Double Je*, dévoilé en exclusivité par Modzik.
Elle est invitée dans l’émission Côté Club sur France Inter, dans Culturebox, l’émission* sur France Télévisions, et dans la capsule télévisuelle Toki Woki.

### Peinture
Elle expose ses toiles à l’Espace Sylvia Rielle, où elle présente des œuvres mêlant abstraction et surréalisme.

## Filmographie

### Cinéma
- 2016 : Move Me de Rémi Parson : rôle principal
- 2017 : LIPHEMRA x LAIT_FRAISE de LIPHEMRA : apparition
- 2019 : C'est de la Frénésie de Céline Devaux : rôle principal

## Réception critique
Le travail de Novaé Lita a été mentionné dans différents médias.
Le journal Libération évoque une série d’autoportraits de l’artiste dans un article de 2017, notant qu’elle « a créé un monde chimérique constitué de selfies ».
Un entretien consacré à sa démarche artistique est publié sur La Parisienne Life.
Des articles portant sur ses projets sont également parus sur les sites Aficia, ActuaNews, Buzz de Fou, JustFocus, IRK Magazine, Dans Ta Face B et Gossip Addict.

## Carrière musicale

### Débuts médiatiques
En 2022, Novaé Lita commence sa carrière musicale avec la publication de son premier EP, Phantasia, qui propose des compositions électroniques mêlant plusieurs influences musicales.
Elle développe progressivement un public en partageant ses créations sur les réseaux sociaux, notamment Instagram, où elle présente ses projets musicaux et visuels.

### Premier EPPhantasia(2022)
En 2022, Novaé Lita publie son premier EP intitulé Phantasia, qui propose des compositions électroniques mêlant différents genres musicaux. 
L'EP fait l'objet de chroniques dans plusieurs médias spécialisés. Le morceau Double Je, extrait de l'EP, fait l'objet d'une publication sur le site de Modzik.
L’EP Phantasia fait également l’objet d’une présentation dans l’émission La nouvelle scène musicale sur France Bleu.

### Apparitions médiatiques et performances (2022)
Novaé Lita est invitée dans plusieurs émissions telles que Côté Club sur France Inter, Culturebox sur France Télévisions, et Toki Woki sur France Télévisions où elle présente son travail artistique et discute de son parcours,,.

### Avenir et projets à venir
Novaé Lita continue à développer des projets mêlant musique, arts visuels et écriture, dans une approche pluridisciplinaire.

## Discographie

### EP
- 2022 : Phantasia

### Singles
- 2021 : Sirop
- 2022 : Fantasy Girl
- 2022 : Double Je
- 2022 : Chifoumi

### Livres
- Poésie Libre – Recueil de poèmes
- Olibrius est une femme – Roman

### Expositions
• Espace Sylvia Rielle, Paris